# Нітра (річка)
Нітра (словац. Nitra) — річка в Словаччині, ліва притока Вагу, басейн Дунаю.

## Географія

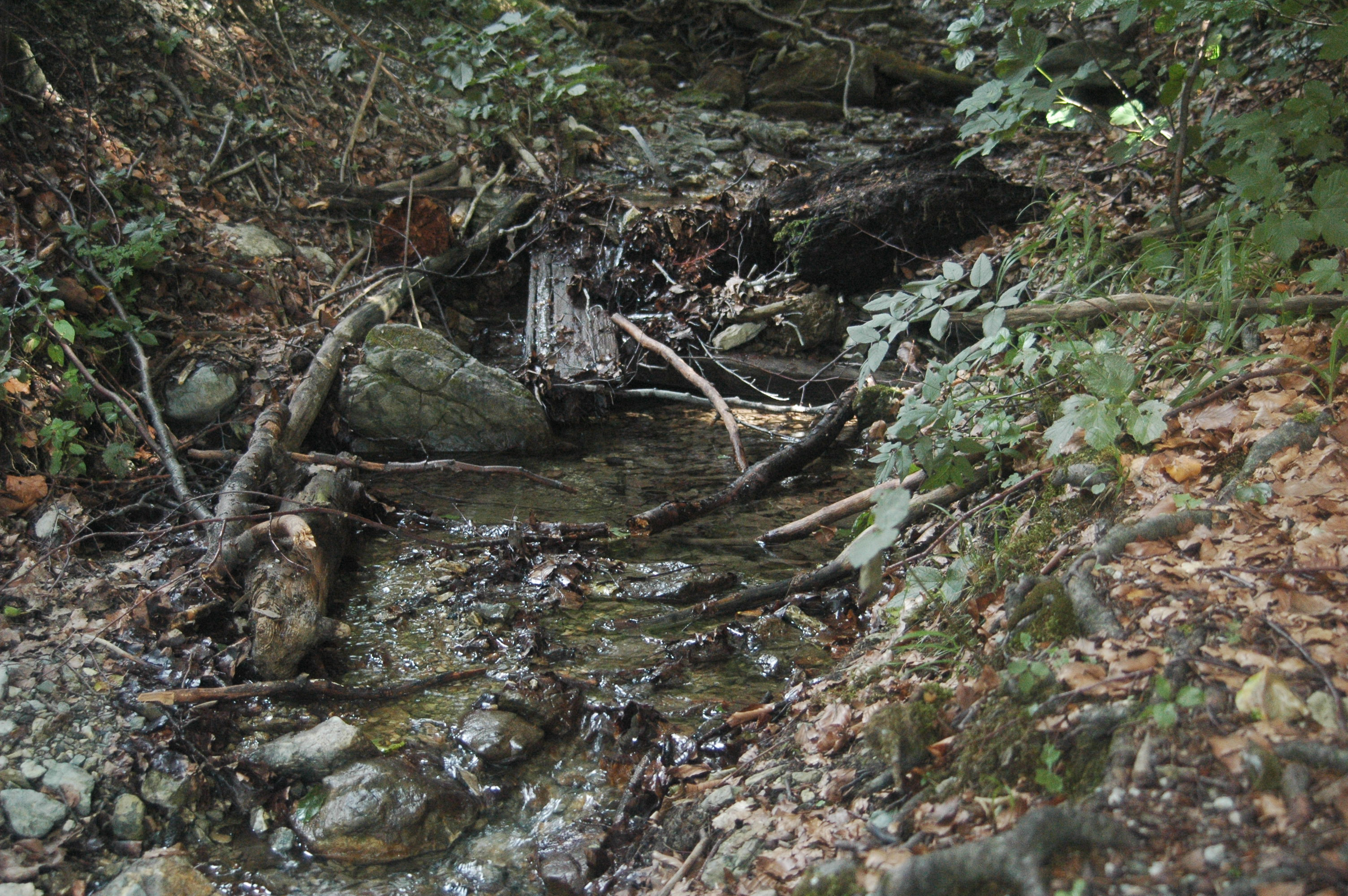
Витік річки Нітри

Починається під горою Ревань, гірського масиву Мала Фатра, в Західних Карпатах, на північ від міста Прєвідза. Тече в південному — південно-західному напряму, територією округів Прєвідза, Партизанське, Топольчани, Нітра, Нове Замки і впадає в річку Ваг, поблизу села Комоча, в окрузі Нове Замки. Перепад висот від витоку до гирла становить 691 м. До 1960 року довжина річки становила 243 км і вона впадала у Ваг поблизу міста Комарно. Після побудови каналу (Нова Нітра) від околиці міста Нове Замки до річки Ваг, поблизу села Комоча, довжина Нітри скоротилася на 46 км і тепер становить 197 км, хоча старе русло річки (Стара Нітра), все ще існує.

## Населені пункти
На річці розташовані міста: Прєвідза, Новаки, Партизанське, Топольчани, Нітра, Шурани, Нове Замки. Великі села (містечка): Нітрянське Правно, Недожери-Брезани, Хінорани, Бошани, Вичапи-Опатовце, Луж'янки, Іванка-при-Нітрі, Банов.

## Притоки
Головні притоки:
- ліві — Гандловка, Житава
- праві — Нітриця, Бебрава, Радошинка.

## Галерея

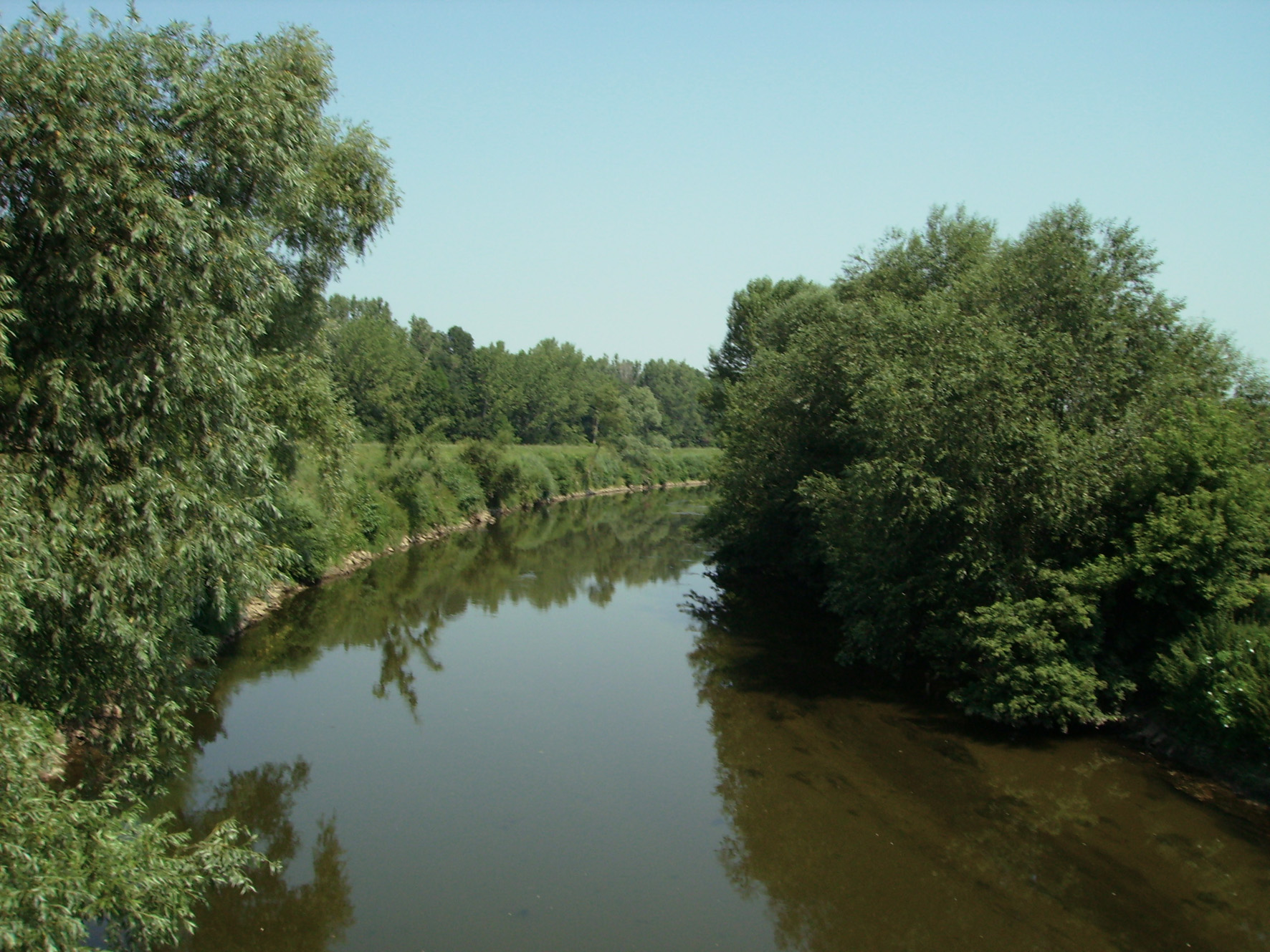
Нітра біля села Черник (округ Нове Замки)
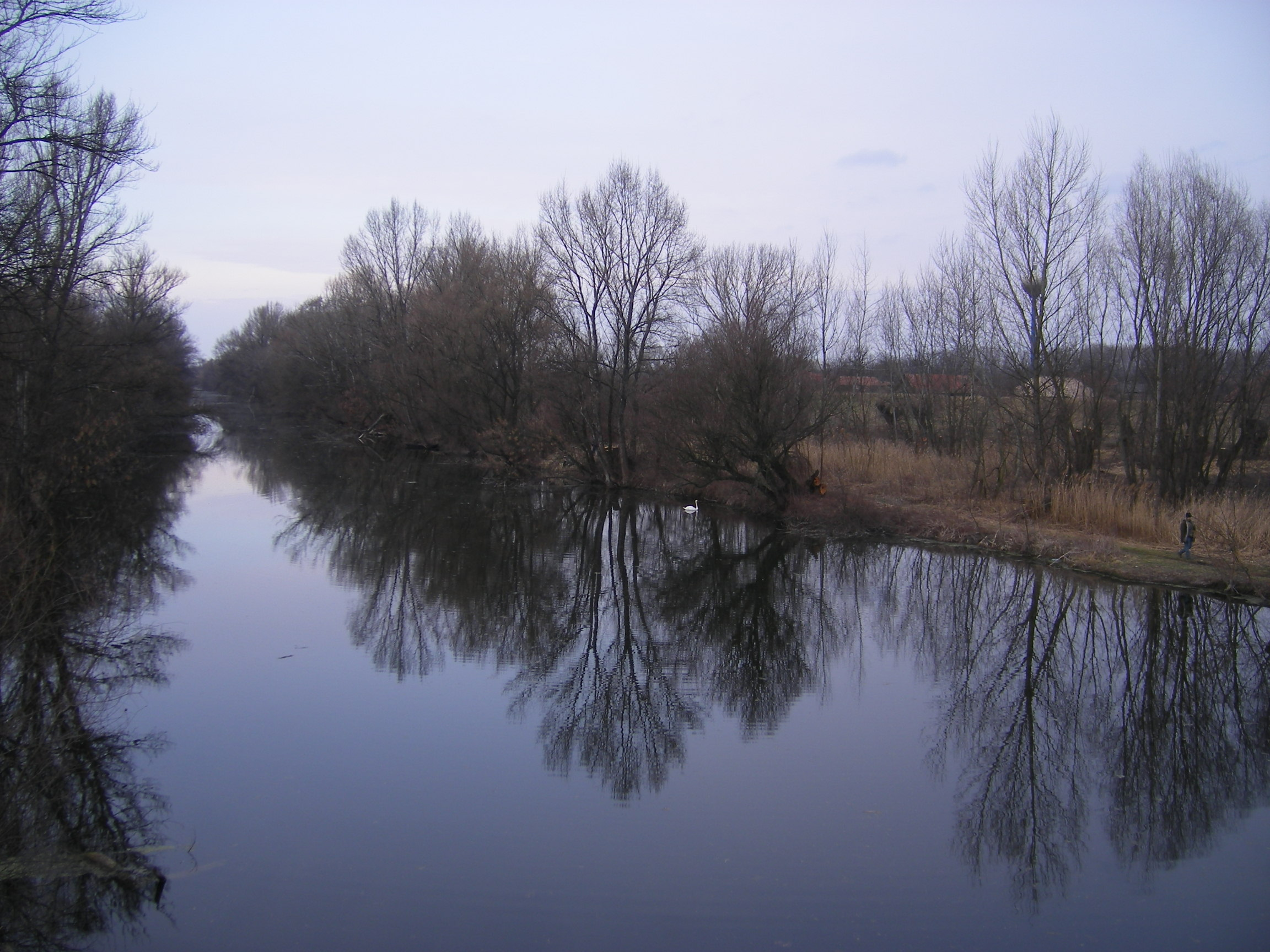
Стара Нітра біля села Мартовце (округ Комарно)
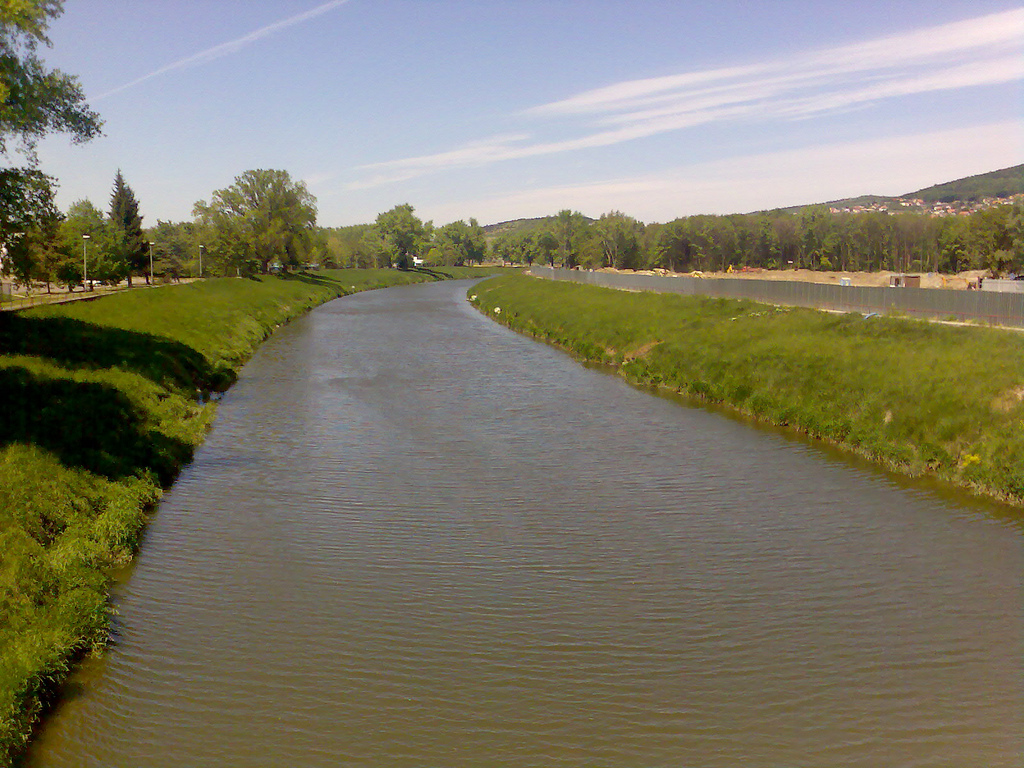
Річка Нітра
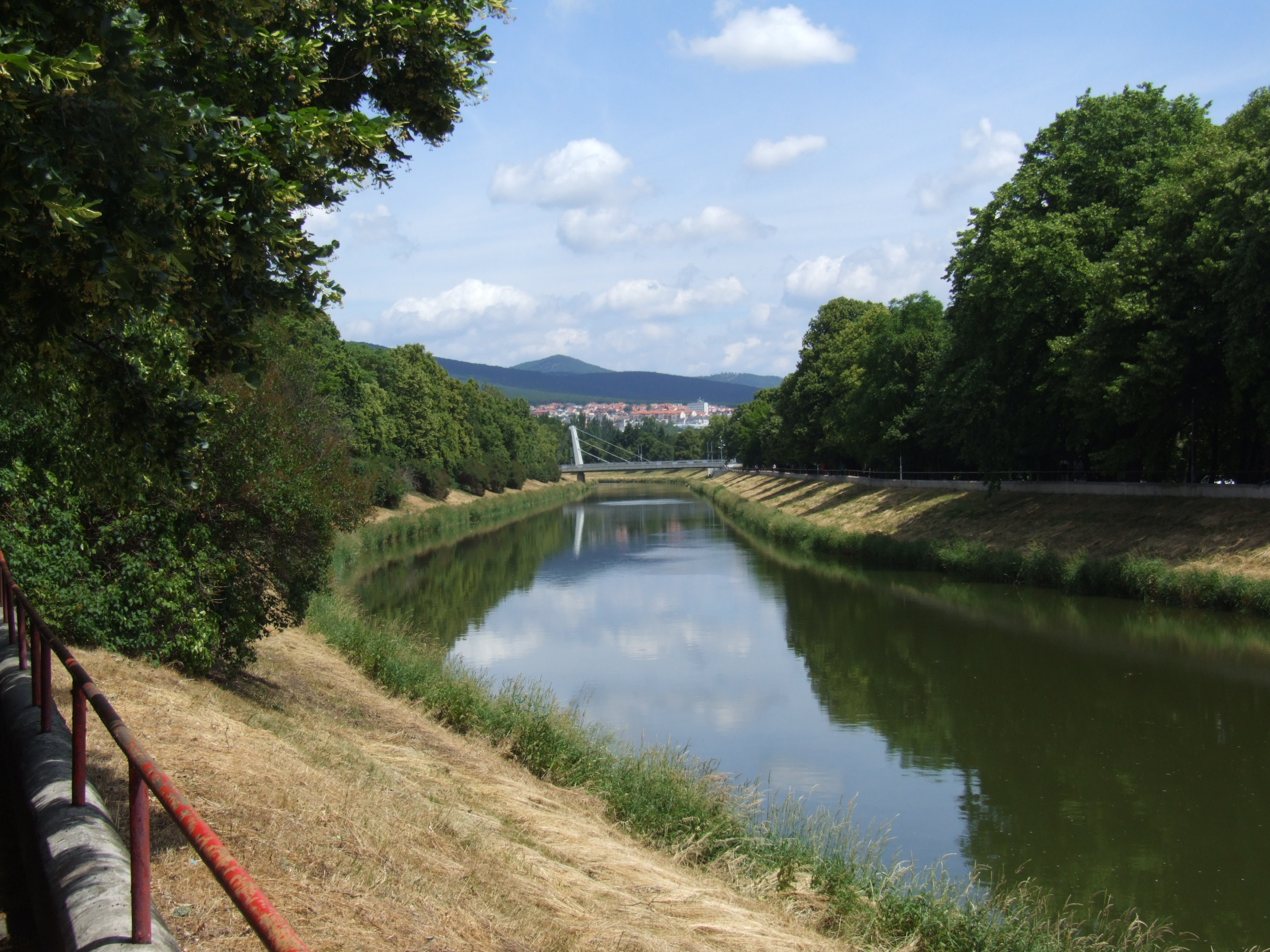
Річки Нітра в місті Нітра (Словаччина)